# Europäischer Verbraucherverband

Logo

Der Europäische Verbraucherverband (französisch Bureau Européen des Unions de Consommateurs, kurz BEUC) ist ein Zusammenschluss unabhängiger Verbraucherorganisationen in der Europäischen Union mit Sitz in Brüssel. Der am 6. März 1962 gegründete Europäische Verbraucherverband ist Mitglied bei Consumers International und beschäftigt mehr als 50 Mitarbeiter. Seit 2007 leitet die belgische Juristin Monique Goyens den Verband.

## Mitglieder
Der Europäische Verbraucherverband hat 46 Mitgliedsverbände (Stand März 2023), darunter die folgenden deutschsprachigen Organisationen:
- Deutschland:
  - Stiftung Warentest
  - Verbraucherzentrale Bundesverband (vzbv)
- Österreich:
  - Kammer für Arbeiter und Angestellte (Arbeiterkammer, AK)
  - Verein für Konsumenteninformation (VKI)

Ferner gehören unter anderem die folgenden anderssprachigen Organisationen zu den Mitgliedern des Verbraucherverbands:
- Frankreich: Union fédérale des consommateurs
- Luxemburg: Union Luxembourgeoise des Consommateurs (ULC)
- Niederlande: Consumentenbond
- Schweiz: Fédération romande des consommateurs (FRC)
- Vereinigtes Königreich: Which?